# Отношения между Германия и Русия
Отношенията между Германия и Русия имат дълга и променлива история, започвайки от сътрудничество и съюз и стигайки до напрежение и дори война.
От края на Студената война до наши дни Германия и Русия са развили „стратегическо партньорство“, в което сред най-важните елементи е енергетиката. Двете държави са зависими една от друга, защото Германия се нуждае от руската енергия, а Русия – от големите германски инвестиции за разработване на енергийната си инфраструктура.

## История

### Ранна история
Най-ранният контакт между германци и славяни не е известен. Същественият контакт се осъществява по време на походите на Тевтонските рицари в Балтийско море.
Преди средата на 18 век, Русия е страни от германските дела, докато Германия е била разделена на множество малки държави под ръководството на Свещения Римски Император.
След Великата Северна война с Швеция, обаче, властта на Русия се разпространява в страните, разположени около Балтийско море.

### Германски миграции на изток
През вековете е имало стабилно германско движение на изток, често към предимно славянски райони и такива близо до или контролирани от Русия. Флегел посочва, че германските фермери, търговски и предприемачи са се премествали в Източна и Западна Прусия, Балтийския регион (Литва, Латвия и Естония), региона на река Данциг и Висла, Галисия, Словения, Банат, Бачка, Буковина, Трансилвания, областта на река Волга в Русия, Посен, Варшавското херцогство, Полша, Украйна, Волиния, Бесарабия и региона на планината Арарат между 17 и 20 век. Често идвали по покана на руското правителство. Германците често се превръщали в доминиращи фактори при собственост на земята и предприятията.
Германците, живеещи в балтийските държави се завръщат доброволно вкъщи през 1940 г. От 12 до 14 милиона били брутално изгонени от Полша, Чехословакия и други страни в Източна Европа в периода 1944 – 1946 г., след смъртта на 500 000 или повече. След края на Студената война Германия финансира завръщането на стотици хиляди хора от немски произход, независимо дали говорят немски или не.

### Прусия и Русия
Със създаването на Кралство Прусия през 1701 г. и обявяването на Руската империя през 1721 г., двете мощни нови държави започват сътрудничество.
Те се борят на противоположни страни по време на Войната за Австрийското Наследство (1740 – 1748), а по това време властта и на двете се увеличава. Русия побеждава Швеция, а Прусия побеждава Австрия. Русия и Прусия отново са в противоречие по време на Седемгодишната война (1756 – 1763). Въпреки това, когато руският цар Петър III идва на власт, той сключва мир с Прусия. С подписването на Договора от Санкт Петербург спасява пруския крал Фридрих Велики от поражение и му позволява да се концентрира върху другите си врагове.
Прусия и Русия си сътрудничат отново като поделят помежду си Полша и Литва през 1772, 1793 и 1795.
Русия и Прусия са абсолютните монархии, които реагират остро срещу Френската революция и са част от коалицията срещу новия режим по време на френските Революционни войни, а по-късно и на Наполеоновите войни. Прусия е разтърсена от революциите през 1848 г., но е в състояние да издържи срещу революционния призив за война с Русия. Прусия започва война с Дания, но е спряна от британски и руски натиск.
Успехите на Прусия във Войните за Обединението на Германия се дължат до голяма степен на липсата на участие от страна на Русия. Създаването на Германската империя, обаче, значително променя отношенията между двете страни.

### Немската и Руската империя
По-рано изглежда, че двете велики империи са съюзници. Германският канцлер Ото фон Бисмарк, заедно с формиралата се Лига на Тримата Императори през 1872 г., се свързва с Русия, Австрия и Германия. Лигата заявява, че републиканизма и социализма са общи врагове и че трите власти ще трябва да обсъдят всички въпроси, свързани с провежданата външна политика. Бисмарк се нуждае от добри взаимоотношения с Русия, за да запази Франция изолирана. През 1877 – 1878 г., Русия води победоносна война с Османската империя и се опитва да наложи Договора от Сан Стефано върху нея. Това разстройва най-вече британците, тъй като те отдавна са загрижени за запазването на Османската империя и предотвратяването на руски преврат на Босфора. Германия става домакин на Берлинския конгрес (1878 г.), като бива договорено по-умерено мирно споразумение. Германия няма пряк интерес за Балканите, които вече са до голяма степен в австрийска и руска сфера на влияние.
През 1879 г. Бисмарк сформира Двоен Алианс на Германия и Австро-Унгария с цел взаимна военна помощ в случай на нападение от Русия, която не е удовлетворена от споразумението, постигнато на Берлинския конгрес. Създаването на Двойния алианс кара Русия да предприеме по-отстъпчива позиция, и през 1887 г., така наречения презастрахователен договор бива подписан между Германия и Русия: в него двете сили се споразумяват за взаимна военна подкрепа в случай, че Франция нападне Германия или в случай на австрийска атака срещу Русия. Русия насочва вниманието си на изток към Азия и до голяма степен остава неактивна в европейската политика за следващите 25 години. 
Германия е малко притеснена за потенциалната индустриализация на Русия, докато Русия се страхува, че Германия е вече индустриална сила. През 1907 г. Русия влиза в коалиция с Великобритания и Франция – Тройната Антанта.
Крайният резултат от това е, че Русия и Германия стават врагове в Първата световна война. Източният фронт вижда Германия успешна, след като царската система се разпада през 1917. Болшевиките идват на власт през Руската революция от 1917. Новият режим идва, с подписването на Договора от Брест Литовск, което е много изгодно за Германия, докато тя не е победена от Съюзниците през ноември 1918 г.

### Годините между двете световни войни
След мирните договори, които слагат край на Първата световна война, новосъздадените държави на Ваймарската република и Съветския съюз се оказват аутсайдери в международната система и гравитират една към друга. Възходът на Адолф Хитлер и създаването на нацистката държава с вирулентна анти-славянска и анти-комунистическа реторика, обтяга отношенията. Същевременно двете тоталитарни държави успяват да се споразумеят, за да нахлуят и преразпределят Полша и балтийските страни. Въпреки че отношенията остават напрегнати, съветският диктатор Йосиф Сталин не очаква Хитлер да нападне Съветския съюз през 1941 г.
Резултатът е ужасяваща идеологическа и расова война на Източния фронт по време на Втората световна война (наречена Великата отечествена война в Съветския съюз). Това е най-кървавият конфликт в човешката история.

### След войната: Съветския съюз и двете германски държави
Поражението на Германия от СССР и западните съюзници в крайна сметка довежда до разделянето на Германия и прогонването на много етнически германци от завладените от Съветския съюз територии.
Създаването на Западна Германия и Източна Германия създава сложни отношения. Западна Германия първоначално твърди, че тя е единствената Германия, като обявява Източна за нелегитимна и с доктрината Холщайн отказва да има връзка с всяка социалистическа държава, с изключение на самия Съветски съюз. Тази политика в крайна сметка дава път на „Новата източна политика“, по силата на която Западна Германия признава Източна.
В крайна сметка Съветският съюз се отказва от опитите си да подкрепи непопулярното Източно германско правителство. След революциите от 1989 г. и падането на Берлинската стена, на Западна и Източна Германия е позволено да се обединят. След падането на комунистическия режим в Източна Германия, страната става част от Западна Германия. Един от проблемите е наличието на голям брой съветски войски. Западна Германия плаща за репатрирането им и осигурява за тях жилища в СССР.

### Федерална република Германия и Руската федерация
Отношенията между двете страни след падането на социализма са като цяло добри, но не винаги без напрежение. Германският канцлер Герхард Шрьодер поставя висока оценка на отношенията с Русия и работи за завършването на газопровода „Северен поток“ между двете държави. Неговата наследница Ангела Меркел, източноевропейка и бивша дисидентка, е по-критична и затова влиза в сблъсък на интереси с руския президент Владимир Путин относно човешките права и други въпроси. Г-жа Меркел, обаче, е в много добри отношения с бившия руски президент Дмитрий Медведев.

### 21 век
Взаимоотношенията през първата част на новия век са нормални с разширяването на търговските отношения и нарастващата зависимост на германците от тръбопроводни доставки на руски природен газ. Отношенията през 2014 г. се превръщат в крайно отрицателни в отговор на взимането на Крим от Украйна и подкрепата на въстаниците в Украйна. Германия е лидер между НАТО Квинт в налагането на все по-строги санкции срещу руската петролна и банкова индустрия и висши съюзници на президента Путин. Русия отговори на това, като намали вноса на храни от ЕС.
Още от началото на кризата, канцлерът Ангела Меркел заяви на руския президент, че референдумът за присъединяване на Крим към Русия е незаконен.

## Правата на човека
Отношенията между двете страни се обтягат в края на първото десетилетие, тъй като германските власти критикуват парламентарните и президентските избори в Русия, а след това започват редовно да дават негативни оценки на промените, които се провеждат в страната. Координаторът на германското правителство за сътрудничество с Руската федерация, заместник-председател на управляващия Християндемократически съюз в Бундестага Андреас Шокенхоф, разкритикува новите руски закони за митинги и неправителствени организации и завръщането на закона за клевета в руския наказателен кодекс. В отговор, руското външно министерство обвинява Шокенхофф за използване на „клеветническа тактика“. Германският външен министър Гидо Вестервеле заявява, че Берлин ще подложи „много внимателно“ на мониторинг действията на руските власти в областта на човешките права. „Партньорски отношения не означава отхвърляне на критика“, предупреждава Вестервеле. 

## Руснаци в Германия
От обединението си Германия е дом на бързо развиваща се и голяма общност от хора с немско потекло, които са се преместили в Германия като пълноценни граждани. През 90-те от около 100 000 до 200 000 души пристигат годишно. Германия също финансира общностите, които остават назад в Русия. 

## Образование
Руските международни училища в Германия включват „Училището на руското посолство“ в Берлин и „Руското училище за консулство“ в Бон. На територията на Русия има немско училище: „Немско училище“ в Москва.

## Сътрудничество
- Германия и Русия имат честа размяна на посещения по политически, икономически и културни програми. Русия се отнася с Германия като водещ европейски партньор, в същото време самата Русия е важен търговски партньор за Германия.
- Германия и Русия си сътрудничат в изграждането на газопровода „Северен поток“
- Много бивши германци от Изток имат добри познания за Русия. Немският език заема второ място (след английския език) в руските училища, а президентът Путин говори перфектно немски. На 11 април 2005 г. е подписана „Съвместна декларация за стратегическо партньорство в областта на образованието, научните изследвания и иновациите“ от канцлера Шрьодер и президента Путин. Това споразумение има за цел засилване на двустранното сътрудничество в сектора на образованието, особено в специализираното обучение и изпълнителния персонал.
- Германия има тежка индустрия с размера и капацитета за модернизиране на инфраструктурата в Русия. Русия от своя страна разполага с огромни природни ресурси, които са от значителен интерес за германската икономика.
- Голям успех в политиката в областта на околната среда се постига, когато Русия ратифицира Протокола от Киото на 27 октомври 2004 г., който също носи икономически ползи.
- Преди Руско-украинската война Германия е силен поддръжник на участието на Русия в Г-8.
- Една от най-големите банки в Германия – Дрезднер банк има тесни връзки с „Газпром“ – най-голямата индустриална компания в Русия.
- Германия, заедно с Франция и Русия се противопоставят на поканата на НАТО към Украйна и Грузия по време на срещата на върха на НАТО в Букурещ през 2008 г. Следователно, НАТО не кани Украйна и Грузия към картата.